# Mario Romeo Garcia
Mario Romeo Garcia (Lleida, 1956) és un jurista, notari i entre 2017 i 2024 president de la plataforma Portes Obertes del Catalanisme.
Llicenciat en dret per la Universitat de Deusto (1978). Notari des de 1984 a: Ateca (1984 - 86), Barbastro (1986 - 1990), Castelló d'Empúries (1990 - 97), Ripollet (1997 - 98) i Barcelona (des de 1998).
Des de 2017 i fins al 2024 ha desenvolupat una activitat cívica com a president de l'associació Portes Obertes del Catalanisme que es defineix com una plataforma que promou el catalanisme com un espai social, cultural i polític, plural, obert i integrador, compartint la diversitat d'aspiracions de la societat catalana, amb voluntat cívica de convivència amb el conjunt d'Espanya i participant activament en la governabilitat de l'Estat. Mario Romeo és també Secretari del Patronat de la Fundació Ernest Lluch des de la seva creació (2001), dedicada a incentivar el diàleg Catalunya-Espanya-Europa, així com el pensament i l'obra d'Ernest Lluch.
Ha estat també president de l'associació La Tercera Via, Diàleg i Acord, i també ha estat president de la Fundació Esport i Ciutadania (FEiC).